# Balla!
Balla! è il primo album del cantautore italiano Pino D'Angiò, pubblicato nel 1981.

## Tracce
1. Ma quale idea – 3:28
2. Un concerto da strapazzo (scusate sono impazzito) – 4:30
3. Signorina – 3:22
4. Okay okay – 4:12
5. Perdoni tenente – 4:20
6. Me ne frego di te – 4:26
7. Notte d'amore – 3:14
8. Mannaggia Rock and Roll – 4:02
9. Donna in costruzione – 3:14
10. Una notte da impazzire – 4:25

## Formazione
- Pino D'Angiò - voce, chitarra acustica ed elettrica
- Stefano Cerri, Cosimo Fabiano - basso
- Andy Surdi, Lele Melotti, Gianni Dall'Aglio - batteria, campana, cabasa, cembalo, triangolo
- Joseph Collins, Niem - organo Hammond
- Claudio Bazzari, Franco Ventura, Ernesto Massimo Verardi - chitarra elettrica
- Enrico Intra - organo Hammond, pianoforte, e Fender Rhodes
- Oscar Rocchi - pianoforte, sintetizzatore e arpa
- Attilio Donadio, Lelio Lorenzetti - tromba